# Polana quadrina
Polana quadrina är en insektsart som beskrevs av Delong 1979. Polana quadrina ingår i släktet Polana och familjen dvärgstritar. Inga underarter finns listade i Catalogue of Life.